# Сходненский череп
Сходненский череп — верхняя часть черепа человека разумного конца ледникового периода, обнаруженная в 1939 году возле города Тушино, близ впадения реки Сходня в Москву-реку. Является самым ранним свидетельством проживания человека на территории Москвы (по оценке учёных, около 16-10 тысяч лет назад), а также самым ранним свидетельством изготовления ткани в мире.
Находка была сделана в июле 1939 году старшим нормировщиком П. Чернышевым на левом берегу реки Сходня, при строительстве водоотливного колодца при ГЭС (по другим данным, деривационного канала или просто канала Москва-Волга — сведения о конкретном месте находки разнятся, быть может потому, что ГЭС считалась секретным объектом). Череп залегал на глубине 4 метров. Нижняя часть черепа, по-видимому, при строительстве была смыта в Сходню. В ходе последовавших затем раскопок, в слоях, в которых был найден череп, были обнаружены кости первобытных животных, главным образом первобытного быка и овцебыка. Также  были обнаружены крупные кости мамонта. На одном уровне с черепом прослеживаются также древесные остатки: берёзы, ивы и ольхи, свидетельствующие о флоре, в окружении которой жил человек той эпохи.
Находка была исследована О. Н. Бадером и определена как принадлежащая человеку переходного типа от неандертальца к современному. По его словам, в глаза прежде всего бросалась неандерталоидность черепа: выступающие надбровные дуги, образующие почти сплошной валик, и чрезвычайно низкий, убегающий лоб. Современные учёные склонны скорее относить его к кроманьонцу. Череп служит аргументом для тех учёных, которые считают неандертальцев непосредственными предками человека и признают переходные формы между неандертальцем и современным человеком. Крышка была покрыта отпечатком тонкой мелкоячеистой сетки, которая имела все признаки ткани; было предположено, что на голове человека было нечто вроде шапочки, хотя само по себе наличие ткани в эпоху палеолита кажется удивительным и противоречащим обычным представлениям о материальной культуре той эпохи.
Особая важность черепа заключается в том, что других археологических свидетельств пребывания современного человека в Москве в эпоху палеолита не существует (хотя сделаны такие находки, как Зарайская стоянка на границе Московской области и Сунгирь во Владимирской области), так что сам факт проживания человека в ту эпоху раньше нередко ставился под сомнение. По словам антрополога Г. Ф. Дебеца, сходненский череп — редкий случай, когда палеоантропологическая находка сделана раньше археологических. В настоящее время находится в фондах Музея антропологии МГУ им.М.В. Ломоносова, ее копию можно увидеть в экспозиции Музея археологии Москвы (филиал Музея Москвы на Манежной площади).